# Wahliodontus wensaueri
Wahliodontus wensaueri är en stekelart som beskrevs av Schonitzer 1999. Wahliodontus wensaueri ingår i släktet Wahliodontus, och familjen brokparasitsteklar.

## Underarter
Arten delas in i följande underarter:
- W. w. ecuadorator
- W. w. brasilator